# کومندادور
کومندادور (به لاتین: Comendador) یک شهر در جمهوری دومینیکن است که در سانتو دومینگو واقع شده‌است.

## خصوصیات
کومندادور ۲۵۲٫۹۳ کیلومترمربع مساحت و ۴۳٬۸۹۴ نفر جمعیت دارد و ۳۹۵ متر بالاتر از سطح دریا واقع شده‌است.